# باندونغ
باندونغ هي عاصمة مقاطعة جاوة الغربية في إندونيسيا ورابع مدينة إندونيسية من حيث الأهمية ترتفع 768 م (2,520 قدم) فوق مستوى سطح البحر.
وتحيط بها الجبال البركانية مما وفر لها حماية من الأعداء وسبب لها الكوارث من البراكين.
تأسست المدينة عام 1906 حيث كانت قبل هذا التاريخ مجموعة من القرى.
الاستعمار الهولندي بدأ بزراعة الشاي حول الجبال في القرن الثامن عشر، ثم تم إنشاء الطرق التي تربط منطقة المزارع إلى العاصمة جاكرتا (180 كلم أو 112 ميلا إلى الشمال الغربي).
ورغم أن المدينة ما تزال تواجه مشاكل كثيرة، بدءا من التخلص من النفايات، والفيضانات إلى فوضى نظام السير إلا أن باندونغ ما زال لها سحر لجذب الناس حيث يتدفقون إلى المدينة في عطلة نهاية الأسبوع من العاصمة والمدن الأخرى للسياحة فيها
ويوجد بها العديد من العيون الحارة الاستشفائية.

## المناخ
يظهر الجدول التالي التغييرات المناخية على مدار السنة لباندونغ:
| البيانات المناخية لـباندونغ                              | البيانات المناخية لـباندونغ | البيانات المناخية لـباندونغ | البيانات المناخية لـباندونغ | البيانات المناخية لـباندونغ | البيانات المناخية لـباندونغ | البيانات المناخية لـباندونغ | البيانات المناخية لـباندونغ | البيانات المناخية لـباندونغ | البيانات المناخية لـباندونغ | البيانات المناخية لـباندونغ | البيانات المناخية لـباندونغ | البيانات المناخية لـباندونغ | البيانات المناخية لـباندونغ |
| الشهر                                                    | يناير                       | فبراير                      | مارس                        | أبريل                       | مايو                        | يونيو                       | يوليو                       | أغسطس                       | سبتمبر                      | أكتوبر                      | نوفمبر                      | ديسمبر                      | المعدل السنوي               |
| -------------------------------------------------------- | --------------------------- | --------------------------- | --------------------------- | --------------------------- | --------------------------- | --------------------------- | --------------------------- | --------------------------- | --------------------------- | --------------------------- | --------------------------- | --------------------------- | --------------------------- |
| ساعات سطوع الشمس الشهرية                                 | 155                         | 168                         | 186                         | 210                         | 217                         | 240                         | 248                         | 248                         | 210                         | 217                         | 180                         | 186                         | 2٬465                       |
| ساعات سطوع الشمس اليومية                                 | 5.0                         | 6.0                         | 6.0                         | 7.0                         | 7.0                         | 8.0                         | 8.0                         | 8.0                         | 7.0                         | 7.0                         | 6.0                         | 6.0                         | 6.8                         |
| المصدر #1: Sistema de Clasificación Bioclimática Mundial |                             |                             |                             |                             |                             |                             |                             |                             |                             |                             |                             |                             |                             |
| المصدر #2: Weather Atlas (sunshine data)                 |                             |                             |                             |                             |                             |                             |                             |                             |                             |                             |                             |                             |                             |

## توأمة
لباندونغ اتفاقيات توأمة مع كل من:
- براونشفايغ (1960 - )
- باري
- فورت وورث
- سوون

## أعلام
- إرنست دويس ديكر
- سفيرة إندة
- أنجيليك ويدجاجا
- ولف شوميكر
- كورنيليس كريستيان بيرغ
- آدم مالك
- كيفن ليليانا
- سري واهوني أغوستياني